# Liste der Kulturdenkmale in Lengenfeld (Vogtland)

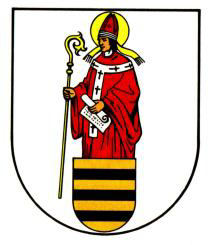
Wappen von Lengenfeld

In der Liste der Kulturdenkmale in Lengenfeld sind die Kulturdenkmale der sächsischen Stadt Lengenfeld verzeichnet, die bis Juli 2019 vom Landesamt für Denkmalpflege Sachsen erfasst wurden (ohne archäologische Kulturdenkmale). Die Anmerkungen sind zu beachten.
Diese Aufzählung ist eine Teilmenge der Liste der Kulturdenkmale im Vogtlandkreis.

## Lengenfeld
| Bild                                    | Bezeichnung | Lage                                  | Datierung                                                                                       | Beschreibung | ID       |
| --------------------------------------- | --- | ------------------------------------- | ----------------------------------------------------------------------------------------------- | --- | -------- |
|                                         | Eisenbahnbrücke über die Göltzsch | (Flurstück 1263/19) (Karte)           | Bezeichnet mit 1891                                                                             | Bahnstrecke Zwickau–Falkenstein; markantes, ortsbildprägendes Bauwerk, Denkmal der Verkehrsgeschichte und der Technikgeschichte. Gemauerte Rundbögen und genutete Stahlkonstruktion auf gemauerten Stützen. | 08980222 |
| Weitere Bilder                          | Wegestein | Alte Plauensche Straße (Karte)        | Um 1850                                                                                         | Verkehrstechnisches Denkmal. Naturstein, obere Kante eingetieft, eingemeißelte Hand und Ortsname. | 08980445 |
| Weitere Bilder                          | Empfangsgebäude des Bahnhofes (mit Ausstattung) sowie Bahnsteigüberdachung                                                                                | Am Bahnhof 1 (Karte)                  | 1906                                                                                            | Bahnstrecke Zwickau–Falkenstein, Bahnstrecke Lengenfeld–Göltzschtalbrücke; Putzbau mit Naturstein-Elementen, Reformstil-Architektur, geschlossen erhaltenes Ensemble, Denkmal der Verkehrsgeschichte und Ortsgeschichte. Holzpaneele, Sitzbänke, Windfangtür mit Oberlicht, Schalter und Türen. | 08980193 |
|                                         | Parkgaststätte | Am Park 2 (Karte)                     | 1907                                                                                            | Putzbau mit Zierfachwerk, stilistisch zwischen Jugendstil und Heimatstil, markanter Bau in ortsbildprägender Lage, Bedeutung für die Ortsgeschichte | 08980201 |
|                                         | Kriegerdenkmal für die Gefallenen des Ersten Weltkrieges                                                                                                  | Am Park 2 (gegenüber) (Karte)         | Nach 1918                                                                                       | Von ortshistorischer Bedeutung. Inschrift: „Unseren gefallenen Helden“, Betonguss. | 08980203 |
|                                         | Denkmal für Fritz Thomas | Am Park 2 (gegenüber) (Karte)         | Anfang 20. Jahrhundert                                                                          | Zur Erinnerung an den Filztuchfabrikanten und Stadtrat Fritz Thomas, Stifter des Parkes und Ehrenbürger der Stadt, Denkmal der Ortsgeschichte. Stein mit Porträtmedaillon. | 08980202 |
|                                         | Pechpfanne | Am Park 5 (bei) (Karte)               | 18. Jahrhundert                                                                                 | Wirtschaftshistorisches Denkmal im Stadtpark. An der Hauptachse von der Fontäne zur Parkgaststätte aufgestellte Pechpfanne, Maße: 110 cm × 100 cm ×48 cm, Granit (gesprungen), restauriert | 08980454 |
|                                         | Wohnhaus auf winkelförmigem Grundriss | Am Weberberg 1 (Karte)                | Mitte 19. Jahrhundert                                                                           | Obergeschoss zum Teil Fachwerk verputzt, als Gärtnerhaus sozialhistorisches Zeugnis, auch baugeschichtliche Relevanz. Zweigeschossiger Winkelbau, eine Haushälfte mit nach innen abgeknicktem Satteldach, andere Haushälfte Mansarddach (Schieferdeckung), Erdgeschoss massiv, zurückgesetzter Eingang mit alter Tür, alte Fenster, zum Teil Winterfenster, Fensterfaschen. | 08980442 |
|                                         | Mietshaus in halboffener Bebauung und in Ecklage, mit Nebengebäude                                                                                        | Auenweg 1 (Karte)                     | Nach 1900                                                                                       | Putzbau mit Eckerker, reich gegliedertes Gebäude mit straßenbildprägender Wirkung. - Mietshaus: drei Geschosse, Erdgeschoss Putznutung, seitliches Zwerchhaus mit geschwungenem Giebel, Kolossalgliederung - Nebengebäude: einfacher zweigeschossiger Klinkerbau (Waschhaus) | 08980198 |
|                                         | Wasserhochbehälter | Auerbacher Straße 31 (neben) (Karte)  | Bezeichnet mit 1903                                                                             | Straßenbildprägende Anlage mit Bedeutung für die Ortsgeschichte (Wasserversorgung), Denkmal der Technikgeschichte. Klinker-Quadermauerfassade mit stilisiertem Zinnenkranz. | 08980211 |
|                                         | Arbeiterwohnhaus in halboffener Bebauung | Augustusstraße 2 (Karte)              | Um 1900                                                                                         | Einfacher Klinkerbau, Bestandteil eines Ensembles (Augustusstraße 4, 6, 8, 10, 12 und 14), von sozialhistorischer Bedeutung und straßenbildprägender Wirkung. Bruchsteinsockel, zweigeschossiger Klinkerbau, Satteldach, Schleppgaube, Segmentbogenfenster, abgetrepptes Gesims. | 08980446 |
|                                         | Arbeiterwohnhaus in geschlossener Bebauung | Augustusstraße 4 (Karte)              | Um 1900                                                                                         | Einfacher Klinkerbau, Bestandteil eines Ensembles (Augustusstraße 2, 6, 8, 10, 12 und 14), von sozialhistorischer Bedeutung und straßenbildprägender Wirkung. Bruchsteinsockel, zweigeschossiger Klinkerbau, Satteldach, Schleppgaube, Segmentbogenfenster, abgetrepptes Gesims, zweiachsiger Dachausbau. | 08980447 |
|                                         | Arbeiterwohnhaus in geschlossener Bebauung | Augustusstraße 6 (Karte)              | Um 1900                                                                                         | Einfacher Klinkerbau, Bestandteil eines Ensembles (Augustusstraße 2, 4, 8, 10, 12 und 14), von sozialhistorischer Bedeutung und straßenbildprägender Wirkung. Bruchsteinsockel, zweigeschossiger Klinkerbau, Satteldach, Schleppgaube, Segmentbogenfenster, abgetrepptes Gesims, zweiachsiger Dachausbau. | 08980448 |
|                                         | Arbeiterwohnhaus in geschlossener Bebauung | Augustusstraße 8 (Karte)              | Um 1900                                                                                         | Einfacher Klinkerbau, Bestandteil eines Ensembles (Augustusstraße 2, 4, 6, 10, 12 und 14), von sozialhistorischer Bedeutung und straßenbildprägender Wirkung. Bruchsteinsockel, zweigeschossiger Klinkerbau, Satteldach, Segmentbogenfenster, abgetrepptes Gesims, zweiachsiger Dachausbau. | 08980449 |
|                                         | Arbeiterwohnhaus in geschlossener Bebauung | Augustusstraße 10 (Karte)             | Um 1900                                                                                         | Einfacher Klinkerbau, Bestandteil eines Ensembles (Augustusstraße 2, 4, 6, 8, 12 und 14), von sozialhistorischer Bedeutung und straßenbildprägender Wirkung. Bruchsteinsockel, zweigeschossiger Klinkerbau, Satteldach, Schleppgaube, Segmentbogen-Fenster, abgetrepptes Gesims, zweiachsiger Dachausbau. | 08980450 |
|                                         | Arbeiterwohnhaus in geschlossener Bebauung | Augustusstraße 12 (Karte)             | Um 1900                                                                                         | Einfacher Klinkerbau, Bestandteil eines Ensembles (Augustusstraße 2, 4, 6, 8, 10 und 14), von sozialhistorischer Bedeutung und straßenbildprägender Wirkung. Bruchsteinsockel, zweigeschossiger Klinkerbau, Satteldach, Schleppgaube, Segmentbogen-Fenster, abgetrepptes Gesims, zentraler Dachausbau betont durch Putzgliederung. | 08980451 |
|                                         | Arbeiterwohnhaus in halboffener Bebauung und in Ecklage                                                                                                   | Augustusstraße 14 (Karte)             | Um 1900                                                                                         | Einfacher Klinkerbau, Bestandteil eines Ensembles (Augustusstraße 2, 4, 6, 8, 10 und 12), von sozialhistorischer Bedeutung und straßenbildprägender Wirkung. Bruchsteinsockel, zweigeschossiger Klinkerbau, Satteldach, Schleppgaube, Segmentbogen-Fenster, abgetrepptes Gesims. | 08980452 |
|                                         | Vereinshaus mit Turnhallenanbau in Ecklage | Augustusstraße 16 (Karte)             | 1905                                                                                            | Straßenbildprägende Klinkerbauten, von ortshistorischer Bedeutung. - Zweigeschossiges Mietshaus: mit dreigeschossigem Eckturm (zwei Fensterachsen), Bruchsteinsockel, im Erdgeschoss Segmentbogenfenster, im ersten Obergeschoss Rechteckfenster mit Schlussstein, im zweiten Obergeschoss Rundbogenfenster - Eingeschossige Turnhalle: Bruchsteinsockel, große Rundbogenfenster mit Schlussstein, Lisenengliederung | 08980453 |
|                                         | Mietshaus in geschlossener Bebauung | Bahnhofstraße 6 (Karte)               | Um 1910, im Kern wohl älter                                                                     | Putzbau in platzprägender Lage, vor allem baugeschichtliche Bedeutung. Drei Geschosse, sechs Achsen, Zwerchhaus, (Ziegelmauerwerk). Original: Fenster, Hoftor, Eingangstür. | 08980187 |
|                                         | Mietshaus in offener Bebauung | Bahnhofstraße 29 (Karte)              | Um 1900                                                                                         | Gegliederte Putzfassade mit jugendstiligen und neogotischen Elementen, straßenbildprägend, Bedeutung für die Baugeschichte. Drei Geschosse, sechs Achsen, Zwerchhaus, Mittelrisalit mit geschwungenem Giebel. | 08980188 |
|                                         | Wohnhaus in offener Bebauung | Bahnhofstraße 35 (Karte)              | Um 1900                                                                                         | Historisierender Putz-Klinker-Fassade, in Art eines Eckgebäudes mit Erker ausgebildet, Fassadengliederung und Kubatur erhalten, Bedeutung für die Baugeschichte | 08980189 |
|                                         | Mietshaus in geschlossener Bebauung | Bahnhofstraße 40 (Karte)              | Um 1905                                                                                         | Historisierende Klinkerfassade mit Erker, straßenbildprägender Bau mit zeittypischer Fassadengliederung, bauhistorisch relevant. Zwei Geschosse, Zwerchhaus und Kastenerker, Sockel Buckelquadermauerwerk, hellgelbe Klinker, reiche Kunststeingliederung um Fenster und Türe, Einfriedungsmauer Polygonalmauerwerk. | 08980191 |
|                                         | Mietshaus in halboffener Bebauung, mit Einfriedung | Bahnhofstraße 42 (Karte)              | Um 1905                                                                                         | Historisierender Klinkerbau, zeittypische Fassadengliederung und bewegte Dachlandschaft, in unveränderter Kubatur erhalten, baugeschichtlich relevant. Dunkelrote Klinkerfassade, Stuckspiegel mit Reliefs, zwei Zwerchhäuser, seitlich Dachhäuser mit Spitzdach, schmiedeeiserne Einfriedung auf Polygonalmauerwerk. | 08980192 |
|                                         | Mietshaus in halboffener Bebauung und in Ecklage, mit Einfriedung zur Bahnhofstraße                                                                       | Brunnenallee 1 (Karte)                | Um 1905                                                                                         | Historisierende Klinkerfassade, straßenbildprägender Bau, baugeschichtlich von Bedeutung. Zwei Geschosse mit ausgebautem Sockelgeschoss, zwei Zwerchhausgiebel (Eckbetonung mit Zwerchhaus, hellrote Klinker mit Putzbändern, Spiegel mit Reliefs). Einfriedung: schmiedeeisernes Gitter auf Polygonalmauerwerk. | 08980190 |
|                                         | Wohnhaus in offener Bebauung und in Ecklage | Dürerstraße 8 (Karte)                 | Um 1900                                                                                         | Historistische Klinkerfassade mit Neorenaissanceelementen, schöne Holzveranda, baugeschichtlich von Bedeutung. Zwei Geschosse, Sockel Polygonalmauerwerk, gelbe Fassade aus Klinkern, Kunststeingewände, im Obergeschoss mit Stuckreliefs, flach geneigtes Dach. Original: teilweise alte Fenster, Eingangstür mit Oberlicht. | 08980158 |
|                                         | Hauptgebäude der ehemaligen Baumwollspinnerei Thomas & Bonitz (später Chemische Bleiche u. Appretur-Anstalt von Ernst Wentzel sowie VEB Plauener Gardine) | Eicher Weg (Karte)                    | 1808 im Kern (Spinnereigebäude); 1855 Wiederaufbau nach Brand (Spinnerei)                       | Vermutlich älteste Baumwollspinnerei des Vogtlandes, ortsbildprägender Putzbau von regionalgeschichtlicher Bedeutung | 09299924 |
| Weitere Bilder                          | Wohnhaus in offener Bebauung, mit Einfriedung | Fichtengasse 1 (Karte)                | Um 1930                                                                                         | Einfache zeittypisch gestaltete Putzfassade in unveränderter Originalität, Zeugnis städtebaulicher und bauhistorischer Entwicklung. Zwei Geschosse, Sockel Buckelquader, Mittelbetonung durch kastenförmigen Vorbau, Obergeschoss drei markante Fenster, Dach mit zwei Gaupen (Walmdach, Schiefer). Einfriedung: gemauerte Säulen mit Holzzaun. | 08980212 |
|                                         | Villa mit Einfriedung und Garten | Goethestraße 1 (Karte)                | 1920                                                                                            | Zeittypischer Putzbau, baugeschichtlich von Bedeutung. Zwei Geschosse, Erker, Altane, ehemals Terrasse. Ausstattung: Eingangstüre, Bleiglasfenster. | 08980152 |
|                                         | Wohnhaus (Umgebinde) eines Bauernhofes | Grüne Gasse 5a (Karte)                | Um 1800                                                                                         | Obergeschoss Fachwerk verbrettert, regionaltypische Baugestalt (Umgebindekonstruktion, Bohlenstube), von baugeschichtlicher und volkskundlicher Bedeutung | 08980165 |
|                                         | Mietshaus in Ecklage und in halboffener Bebauung | Hammerweg 1 (Karte)                   | Um 1911                                                                                         | Putzbau mit Kastenerkern, Reformstil-Architektur, baugeschichtlich von Bedeutung. Drei Geschosse, Sockel mit Putzquaderung, zwei Kastenerker, Zwerchhaus. Original: Treppenhaus, Eingangstür und Windfangtür, Tonne im Eingang. | 08980196 |
| Weitere Bilder                          | Rathaus | Hauptstraße 1 (Karte)                 | 1880                                                                                            | Monumental gestaltete Putzfassade mit historistischer Gliederung, platzprägender Bau von städtebaulicher, baugeschichtlicher und ortshistorischer Bedeutung. Drei Geschosse, Granitquadersockel, Mittelrisalit mit Giebel und Dreiecksverdachung, Traufgestaltung mit Konsolen. Original: Eingangstür mit Oberlicht und Gitter, Treppenhaus, alte Fenster. | 08980180 |
|                                         | Wohnhaus (zusammen mit Markt 1) in Ecklage und in geschlossener Bebauung                                                                                  | Hauptstraße 2 (Karte)                 | Um 1865                                                                                         | Mit Laden, in Kubatur und Fassadengestaltung erhalten, aufwändiger Putzbau in platzprägender Lage, klassizistisch anmutend, von städtebaulicher und baugeschichtlicher Bedeutung. Zwei Geschosse, Erdgeschoss Rundbogenöffnungen und aufwändige Tordurchfahrt zur Hauptstraße, Obergeschoss gerade Fensterverdachungen, kleine Drempelöffnungen, reich gestaltetes Hoftor. | 08980182 |
| Weitere Bilder                          | Wohn- und Geschäftshaus in geschlossener Bebauung und Hofgebäude (Firma Baumgärtel & Sohn)                                                                | Hauptstraße 3 (Karte)                 | Um 1870                                                                                         | Gebäude mit historistischer Fassadengliederung, markante Hofgebäude einer ehemaligen Gardinenfabrik, platzprägender Bau von städtebaulicher und ortsgeschichtlicher Bedeutung. Ursprünglich zweigeschossiges Gebäude mit Mezzanin, später aufgestockt, jetzt vier Geschosse, neun Achsen, Seitenrisalite, hofseitiges Nebengebäude teils neoromanische Baudetails. Original: Treppenhaus mit Eisengitter, Windfangtür, Bleiglasfenster. Hofgebäude 1895–1899 entstandener Anbau zur Fabrikation gespachtelter Gardinen der Firma Baumgärtel. | 08980181 |
|                                         | Wohnhaus in Ecklage und in halboffener Bebauung | Hauptstraße 14 (Karte)                | 1862, später überformt                                                                          | Fassadengliederung mit Putz-Kolossalordnung, platzprägendes Gebäude von städtebaulichem und baugeschichtlichem Wert. Drei Geschosse, teils entstellend verändert. Original: alle alten Fenster, gegen 1915 verändert. Hofseitig zweigeschossiges Seitengebäude. | 08980183 |
|                                         | Wohn- und Geschäftshaus in Ecklage und in halboffener Bebauung, mit Einfriedung zum Kirchplatz                                                            | Hauptstraße 22 (Karte)                | Um 1870                                                                                         | Monumentaler Baukörper mit repräsentativer Fassadengliederung im Stil des Historismus, wichtiger Bestandteil der Kirchplatzbebauung, baugeschichtlich und städtebaulich von Bedeutung. Drei Geschosse (Ziegelmauerwerk) verputzt, Kolossalgliederung, zentrale Tordurchfahrt, Umbauten um 1920. Original: fast alle alten Fenster, Putz, Nebentür mit Gitter. | 08980163 |
| Weitere Bilder                          | Wohnhaus in halboffener Bebauung und in Ecklage | Hauptstraße 31 (Karte)                | Um 1870                                                                                         | Monumentaler Baukörper mit repräsentativer Fassadengliederung, noch Anklang an den klassizistischen Stil, Bestandteil der Kirchplatzbebauung, baugeschichtlich und städtebaulich von Bedeutung. Drei Geschosse, drei Flügel, zwölf Achsen, Erdgeschoss Putznutung, Rundbogenfenster, zweites Obergeschoss mit Kollosalgliederung, Fensterverdachung, Drempel. Original: teilweise alte Fenster, originaler Putz, Eingangstür mit schmiedeeisernem Gitter und Oberlicht. | 08980162 |
| Weitere Bilder                          | Meilenstein | Hauptstraße 52 (bei) (Karte)          | 19. Jahrhundert                                                                                 | Königlich-Sächsischer Meilenstein, verkehrsgeschichtlich von Bedeutung. Krone beidseits herausgebrochen, Inschrift verwittert. | 08980178 |
|                                         | Verwaltungsgebäude der Allgemeinen Ortskrankenkasse, hofseitiger Verbindungsbau und Nebengebäude sowie rückwärtige Toreinfahrt                            | Hauptstraße 55 (Karte)                | 1928–1930                                                                                       | Zeittypischer Putzbau im traditionalistischen Stil der 1920er Jahre, in Kubatur und Originalsubstanz. Unverändert erhaltenes Gebäude, Denkmal der Ortsgeschichte. | 08980167 |
| Weitere Bilder                          | Ehemaliges Tuchfärberhaus, heute Stadtmuseum | Hauptstraße 57 (Karte)                | 1682 Dendro (Wohnhaus); vor 2014 (Einfriedung)                                                  | Obergeschoss Fachwerk vorkragend, altertümliche Fachwerkkonstruktion mit Kopfstreben, Umgebinde rekonstruiert, von besonderer ortsgeschichtlicher, baugeschichtlicher sowie städtebaulicher und volkskundlicher Bedeutung. Blockbohlenstube mit Balkendecke, Gurtbogengewölbe, schwarze Küche, hofseitiger Laubengang. | 08980168 |
|                                         | Ehemaliger Gasthof mit Saalanbau | Hauptstraße 59 (Karte)                | Bezeichnet mit 1906                                                                             | Putzbau mit Fachwerkelementen, monumentales straßenbildprägendes Gebäude mit reicher Fassadengestaltung und bewegter Dachlandschaft, baugeschichtlich und ortsgeschichtlich von Bedeutung. Putz-Zierfachwerk-Fassade, drei Geschosse, Erdgeschoss Quadermauerwerk, Obergeschoss reiches Zierfachwerk, innen alles verloren, Saalanbau eingeschossig mit Putzfassade. | 08980169 |
|                                         | Wohnhaus in halboffener Bebauung | Hohlenstraße 8 (Karte)                | Bezeichnet mit 1905                                                                             | Klinkerfassade mit Zierfachwerk, straßenbildprägendes Gebäude mit Bedeutung für die Stadtentwicklung, baugeschichtlicher Wert. Zwei Geschosse, Putz-Klinker-Fachwerk-Fassade, Drempel, Giebelaufbau, rote Klinker, Kunststeinfenstergewände mit Stuckreliefs, ab zweitem Geschoss Zierfachwerk mit verputztem Giebel (Krüppelwalm), Ziegeldächer. | 08980207 |
|                                         | Wohnhaus in offener Bebauung, mit Garten | Kastanienstraße 1 (Karte)             | Um 1870                                                                                         | Spätklassizistisch anmutendes Gebäude in straßenbildprägender Hanglage zur Auerbachstraße, baugeschichtlich von Bedeutung. Zwei Geschosse, Sockel unverputzt, Putzfaschen, aufgeputzte Eckquaderung, gerade Fensterverdachung, Zwerchhaus mit rundbogigem Zwillingsfenster. | 08980208 |
|                                         | Denkmal für die Gefallenen des Deutsch-Französischen Krieges 1870/1871                                                                                    | Kirchplatz (Karte)                    | Bezeichnet mit 1873                                                                             | Obelisk auf gestuftem Postament mit schmiedeeiserner Einfriedung, platzprägende Lage, ortsgeschichtlich von Bedeutung | 08980161 |
|                                         | Annenbrunnen | Kirchplatz (Karte)                    | 1905                                                                                            | Bestandteil des Platzensembles mit Fontänen, Becken und Skulptur, künstlerisch und ortsgeschichtlich von Bedeutung. Benannt nach Anna Lenck, der Frau des Stifters des Brunnens, dem Lengenfelder Fabrikanten Moritz Lenck. | 08980302 |
| Weitere Bilder                          | Ehemaliges Amtsgericht (heute Wohnhaus) und Einfriedung                                                                                                   | Kirchplatz 1 (Karte)                  | Um 1870                                                                                         | Ortsbildprägender Putzbau, aufwändige Fassadengliederung, mit neugotischen und klassizistischen Elementen, markanter Bestandteil der Kirchplatzbebauung, regionalhistorische und baugeschichtliche Bedeutung. Drei Geschosse, acht Achsen, Mittelrisalit mit Stufengiebel, markante Giebelausführung und Traufe, innen stark saniert. Ehemals denkmalgeschütztes Gefängnis: drei Geschosse, Putzfassade, reich ausgebildete Fassade, anschließende Bruchsteinmauer, im Keller Sockel der kursächsischen Postdistanzsäule (1725–1727) vermauert, im Sommer 2022 abgerissen. | 08980160 |
| Weitere Bilder                          | Postmeilensäule | Kirchplatz 1 (Karte)                  | 1725–1727                                                                                       | Kursächsische Postmeilensäule; Sockel einer Distanzsäule, vermauert im Keller des ehemaligen Amtsgerichtes, verkehrsgeschichtlich von Bedeutung, behauen und genutet. Stark verwitterter Sockel einer Distanzsäule. Die Säule wurde zwischen April 1725 und Dezember 1727 am Kirchplatz, dem ehemaligen Marktplatz, errichtet und stand bis zu Beginn des 19. Jahrhunderts dort. Das Fundament der Säule ist im Keller des ehemaligen Reichsamtsgerichtes vermauert. Am 4. September 2019 wurde eine Nachbildung der Distanzsäule auf dem Marktplatz errichtet. | 08980171 |
|                                         | Pfarrhaus | Kirchplatz 2 (Karte)                  | Um 1870, später überformt                                                                       | Einfach gegliederter Putzbau, in Kubatur unverändert erhalten, ortsbildprägende Lage, ortsgeschichtliche Bedeutung. Zweigeschossig mit Fassadengliederung, Sockel unverputztes Quadermauerwerk. Oiginal: Eingangstür mit Oberlicht, Treppenhaus. | 08980147 |
|                                         | Evangelische Stadtkirche St. Aegidius (mit Ausstattung) sowie Treppenanlage und Stützmauern mit Einfriedung vor der Kirche                                | Kirchplatz 2b (Karte)                 | 1859–1864                                                                                       | In erhöhter Lage vor gestaltetem Platz, Emporenkirche mit Westturm, eine der bemerkenswertesten Kirchenbauten im Rundbogenstil des 19. Jahrhunderts, künstlerische, architektonische und ortshistorische Bedeutung | 08980146 |
|                                         | Wohnhaus in offener Bebauung | Kirchplatz 3 (Karte)                  | Um 1870                                                                                         | Einfach gegliederte Putzfassade, von klassizistischer Wirkung, markanter Bestandteil der Kirchplatzbebauung mit straßenbildprägender Wirkung, ortsgeschichtlich bedeutsam. Zwei Geschosse, durch Hanglage einseitig hohes Sockelgeschoss aus unverputztem Quadermauerwerk, einfache Putzspiegel/Fensterverdachungen, mit Zwerchhaus, Satteldach, saniert. | 08980159 |
| Weitere Bilder                          | Friedhof Lengenfeld (Sachgesamtheit) | Kirchplatz 7 (Karte)                  | Bezeichnet mit 1881 (Leichenhalle); Ende 19. Jahrhundert (Grufthäuser)                          | Sachgesamtheit Friedhof Lengenfeld, mit folgenden Einzeldenkmalen: Trauerhalle, Einfriedung, fünf Grufthäuser, mehrere Erbbegräbnisse und Grabmale sowie OdF-Gedenkstein (siehe Einzeldenkmal 08980148), dazu gärtnerisch gestaltete Friedhofsanlage und mit dem Sachgesamtheitsteil: Friedhofsverwalterhaus; die Trauerhalle und die Grufthäuser im Rundbogenstil des 19. Jahrhunderts, ortshistorische und künstlerische Bedeutung | 09305064 |
| Weitere Bilder                          | Trauerhalle, Einfriedung, fünf Grufthäuser, mehrere Erbbegräbnisse und Grabmale sowie OdF-Gedenkstein (Einzeldenkmale zu ID-Nr. 09305064)                 | Kirchplatz 7 (Karte)                  | Bezeichnet mit 1881 (Leichenhalle); Ende 19. Jahrhundert (Grufthäuser); nach 1945 (OdF-Grabmal) | Einzeldenkmale der Sachgesamtheit Friedhof Lengenfeld; ortshistorische und künstlerische Bedeutung. - Einfriedung: Quader-Bruchsteinmauerwerk mit Traufe und Abdeckplatten sowie Pfosten, schmiedeeiserne Tore - In die Einfriedung eingelassen: - 1869 gusseisernes Grabkreuz: Gottlieb Lorenz - 1824 gusseiserne Grabplatte: Pastor Johann Gottlieb Böhm - 1774 gusseiserne Kupferkartusche Handelsmann Samuel Friedrich Lochmann, Rokoko-Sandstein, skulpiert - 1758 Sandstein des Kunstfärbers Wolf und Frau - 1774/1789 Sandstein-Grabmal des Kunstfärbers Joh. Christopf Förster - 1909 Kunststein-Grabmal der Familie Seidel - Trauerhalle: Ziegelbau, verputzt, mit Ausstattung (Holzpaneele, Eingangstüre mit Gitter) mit Gedächtnistafel Albine Bonitz 1861 - Grabstein Tischendorf 1874 - Wahlstelle Walther Weinelt 1926, Bronze/Stein - Denkmal für die Opfer des KZ Lengenfeld - Erbbegräbnis Familie Eduard Thomes 1926 mit Einfriedung - Erbbegräbnis Familie Richard Pietzsch 1901 - Erbbegräbnis Familie Fürst 1915, Kunststein - Erbbegräbnis Familie August Lenk 1916 - Erbbegräbnis Familie Otto Lenk 1932 - Erbbegräbnis Familie Albert Petzold 1925 - Erbbegräbnis Familie Ickelsheimer 1903, Kunststein - Erbbegräbnis Familie Dietrich - Grufthäuser Familie Starck Ziegel, verputzter Ziegelbau, schmiedeeiserne Türe - Grufthäuser Familie Hermann Müller: Ziegel/Putz/Porphyrtuff - Weiteres Grufthaus mit Staffelgiebel/Putz - Grufthäuser Familie Ernst Wentzel - Erbbegräbnis Familie M. Reuth zirka 1900 | 08980148 |
|                                         | Villa | Lutherstraße 4 (Karte)                | Um 1890                                                                                         | Zeittypische Putzfassade im Stil des Historismus, baugeschichtlich von Bedeutung. Zweigeschossig mit Pultdach mit reichen originalen Details (Stuckdecken, Terrazzo-Fußboden, Windfangtüre, Bleiglasfenster, Fußbodenkacheln, gusseisernes Treppenhaus), bewegte Dachlandschaft (Gauben, Ecktürmchen mit welscher Haube). | 08980155 |
|                                         | Wohnstallhaus eines Bauernhofes | Malzhausgasse 1 (Karte)               | Um 1800, womöglich älter                                                                        | Obergeschoss zum Teil in Fachwerk, durch Umbauten veränderter Baukörper mit regionaltypischen Baudetails (Oberlaube), Rest der ehemals dörflichen Randbebauung, ortsentwicklungsgeschichtlich von Bedeutung. Sockel aus Granitquadern, Erdgeschoss massiv, originale Zugänge erhalten, über Stallteil Rest der Oberlaube (zwei Joche) zugesetzt, Satteldach (altdeutsch), Schieferdeckung, Holztraufe. Original: Winterfenster, Eingangstüren. | 08980174 |
| Direkt Bild zu diesem Denkmal hochladen | Wohnhaus eines Bauernhofes | Malzhausgasse 2 (Karte)               | 1593/1594 Dendro                                                                                | Obergeschoss zum Teil Fachwerk (verkleidet), ortsentwicklungsgeschichtlich und baugeschichtliche Bedeutung. Vermutlich Aufstockung (um 1800) eines älteren Gebäudes, solide Dachkonstruktion mit Halbwalm, doppelt stehender Stuhl, Erdgeschoss mit Brettdecke. | 09304191 |
| Direkt Bild zu diesem Denkmal hochladen | Moritzbrunnen | Markt (Karte)                         | 1904                                                                                            | Brunnen ehemals mit Figuren, platzbestimmendes Denkmal der Ortsgeschichte. Sandstein-Einfassung, benannt nach dem Stifter des Brunnens, dem Lengenfelder Fabrikanten Moritz Lenck. | 08980301 |
|                                         | Wohnhaus (zusammen mit Hauptstraße 2) in geschlossener Bebauung                                                                                           | Markt 1 (Karte)                       | Um 1865                                                                                         | Mit Läden, in Kubatur und Fassadengestaltung erhalten, aufwändiger Putzbau in platzprägender Lage, klassizistisch anmutend, von städtebaulicher und baugeschichtlicher Bedeutung | 08980481 |
|                                         | Ehemaliges Jugendheim, heute Schulhort | Oststraße 23 (Karte)                  | 1937–1938                                                                                       | Putzbau im traditionalistischen Stil, Dreiflügelanlage, markanter Baukörper mit zeittypischen Baudetails in weitgehendem Originalzustand, erbaut als HJ-Heim, Bedeutung für die Ortsgeschichte. Eingeschossig, zwei vortretende Seitenflügel, markanter Eingang, wohl eine Zeit lang Lungenheilanstalt. | 08980200 |
| Weitere Bilder                          | Fabrikhalle | Polenzstraße 48a (Karte)              | 1890                                                                                            | Alte Ortslage Grün, Sheddachhalle mit Klinkergliederung, baugeschichtlich und ortsgeschichtlich von Bedeutung. Eingeschossig, Lisenengliederung, reich profiliertes Gesims. | 08980268 |
|                                         | Fabrikantenvilla mit Einfriedung | Polenzstraße 54 (Karte)               | Bezeichnet mit 1903                                                                             | Alte Ortslage Grün, historisierende Klinkerfassade, Fassadengliederung mit aufwändigen Architekturdetails, in markanter Lage straßenbildprägend, Denkmal der Ortsgeschichte und der Baugeschichte. Zwei Geschosse, Polygonalmauerwerk, orange Klinkerfassade mit Putzgliederung, Mittelrisalit, Zwerchhaus, sieben Gaupen, seitlich hölzerne Windfangtür mit originaler Verglasung und Wintergarten. Einfriedung: gemauerte Stützen mit schmiedeeisernen Gittern. | 08980216 |
| Weitere Bilder                          | Postamt in Ecklage und offener Bebauung sowie Nebengebäude im Hof und seitliche Einfriedung mit Toreinfahrt                                               | Poststraße 12 (Karte)                 | 1895                                                                                            | Historisierender Klinkerbau mit repräsentativer Straßenwirkung, baugeschichtliche und ortshistorische Bedeutung. Sockel Polygonalmauerwerk, rote Klinkerfassade mit Kunststeinfenstergewände, turmartiger Hauptbau mit Vorhäuschen. Ausstattung: Holzpaneele, Windfangtür, Schalterfenster (Rest der Telegraphenanlage erhalten). Einfriedung: Klinkersäulen, schmiedeeiserne Gitter, Remisengebäude im Hof aus Klinker. | 08980172 |
| Weitere Bilder                          | Wohnhaus in Ecklage und halboffener Bebauung, mit Nebengebäude sowie Torbogen                                                                             | Poststraße 27 (Karte)                 | Um 1850                                                                                         | Schlichte Putzbauten, stattliche, geschlossen erhaltene Anlage mit Bedeutung für das Stadtbild, zeittypische Fassadengestaltung, baugeschichtlich von Bedeutung. Zwei Geschosse, Drempel mit paarweisen Luken, Obergeschoss gerade Fensterverdachung. Original: alle alten Fenster und Winterfenster im Obergeschoss, Eingangstüre, Granitgewände der Fenster. Nebengebäude zwei Geschosse, Satteldach. | 08980173 |
|                                         | Feuerwehrgebäude in offener Bebauung | Poststraße 39 (Karte)                 | 1925                                                                                            | Putzbau mit Klinkergliederung, in Kubatur und Fassadengestaltung unverändert erhaltener Bau in zeittypischen Formen, Denkmal der Ortsgeschichte. Zwei Geschosse, Erdgeschoss verklinkert, mit Toren, Obergeschoss Putz. Original: Fenster mit Läden, originaler Putz, Satteldach. | 08980175 |
|                                         | Wohnhaus in offener Bebauung | Poststraße 41 (Karte)                 | Um 1800                                                                                         | Obergeschoss Fachwerk, in markanter Straßenlage, mit landschaftstypischen Merkmalen (Blockstube), wichtiges Zeugnis ländlicher Bauformen, Gebäude steht auf Grundstück der benachbarten Fabrik (Eicher Weg, siehe dort), von bauhistorischer Bedeutung. Zwei Geschosse, Erdgeschoss Stallteil massiv, (Lehm) oder Fachwerk mit angeschleppten Bohlen, Krüppelwalmdach mit verschieferten Giebeln. | 08980179 |
| Weitere Bilder                          | Meilenstein | Reichenbacher Straße 15 (vor) (Karte) | Nach 1858                                                                                       | Königlich-Sächsischer Meilenstein; verkehrshistorisches Denkmal. Eingeschossig, zwei mittlere Kronen, nur Anfangs- und Endpunkte der Kurse (ohne Zwischenstation). | 08980154 |
| Weitere Bilder                          | Schule und Turnhalle sowie Treppenaufgang zum Schulhof (ehemalige Obere Schule oder Neue Schule, Lessing-Schule)                                          | Schulstraße 2a (Karte)                | 1905–1906                                                                                       | Historisierender Putzbau, geschlossen erhaltenes Ensemble von straßenbildprägender Wirkung, Denkmal der Ortsgeschichte. - Schulbau: drei Geschosse, Sockel Polygonalmauerwerk, Putzfassade mit Kolossalgliederung, Mittelrisalit und Giebel - Turnhalle: vier Fensterbahnen, Treppenaufgang mit eisernem Gitter, Walmdach | 08980185 |
|                                         | Wohnhaus in offener Bebauung | Schulstraße 3 (Karte)                 | Um 1780                                                                                         | Einfache Putzfassade, zur Rückseite übergiebelter Mittelrisalit mit Segmentbogenportal, einfach gegliederter spätbarocker Baukörper in repräsentativer Hanglage, baugeschichtliche und ortshistorische Bedeutung. Zwei Geschosse (Ziegelmauerwerk), sieben Achsen, Krüppelwalmdach. | 08980164 |
|                                         | Mietshaus in halboffener Bebauung | Tischendorfstraße 3 (Karte)           | Um 1900                                                                                         | Mit Läden, historisierende Klinkerfassade, baugeschichtliche Relevanz. Drei Geschosse, sieben Achsen, zwei Seitenrisalite. | 08980186 |
|                                         | Villa mit Einfriedung und Stützmauern | Treuensche Straße 1 (Karte)           | Um 1905                                                                                         | Klinkerfassade mit Fachwerk-Elementen, aufwändig gegliederter Bau mit Architekturdetails in zeittypischen Formen, straßenbildprägende Lage am Ortsrand, baugeschichtlich von Bedeutung. Eingeschossig, Sockel Polygonalmauerwerk, rote Klinker mit Zierfachwerk im Giebel/Drempel, Schwebegiebel, Kunststeinfenstergewände, hölzerner Wintergarten, schmiedeeiserner Handlauf. Einfriedung: gemauerte Säulen, schmiedeeisernes Gitter, im hinteren Teil auf hoher Bruchsteinmauer. | 08980213 |
|                                         | Wohnhaus in halboffener Bebauung (bauliche Einheit mit Nr. 5)                                                                                             | Treuensche Straße 3 (Karte)           | Um 1880 (Wohnhaus); Fassade um 1910 (Wohnhaus)                                                  | Sparsam dekorierte Putzfassade, Bestandteil der Ortserweiterung, Denkmal der Baugeschichte. Zwei Geschosse, hölzerner Windfang mit Wintergarten, Zwerchhaus, saniert. | 08980214 |
|                                         | Wohnhaus in halboffener Bebauung (bauliche Einheit mit Nr. 3)                                                                                             | Treuensche Straße 5 (Karte)           | Um 1880 (Wohnhaus); Fassade um 1910 (Wohnhaus)                                                  | Sparsam dekorierte Putzfassade, Bestandteil der Ortserweiterung, Denkmal der Baugeschichte | 08980215 |
|                                         | Wohnhaus in offener Bebauung | Uferweg 2 (Karte)                     | 1929–1930                                                                                       | Klinkerfassade mit markantem zeittypischem Dekor, im traditionalistischen Stil der 1920er Jahre, ehemaliges Beamten- oder Arbeiterwohnhaus der Firma Hartenstein, weitgehend im Originalzustand erhalten, Denkmal der Baugeschichte und Ortsgeschichte. Zwei Geschosse, roter Klinker, in der Fassade liegende Balkons mit Rundbogenöffnungen, ebenso Eingang, schmiedeeiserner Handlauf, hohes Dach mit Satteldachgaupen. | 08980219 |
|                                         | Wohnhaus (Umgebinde) mit Anbau | Untere Pfannenstielgasse 1 (Karte)    | Um 1800                                                                                         | Eingeschossiger Fachwerkbau mit vogtlandtypischer Umgebindekonstruktion und zweigeschossiger verbretterter Anbau, Zeugnis ländlicher Bauweise von bauhistorischer und volkskundlicher Bedeutung. Umgebinde mit verputzter Bohlenstube, teils massiv, rückwärtiger Teil Fachwerk mit Lehmausfachung, Satteldach. Anbau zirka 1850 zweigeschossig, Fachwerk-Obergeschoss verbrettert. Original: alle Fenster, Eingangstüre. | 08980166 |
|                                         | Wohnstallhaus (Umgebinde) | Viehmarkt 11 (Karte)                  | 1807 Dendro                                                                                     | Eingeschossiges Gebäude mit weitgehend erhaltener Originalsubstanz und seltener Umgebindekonstruktion, Zeugnis ländlicher Bautradition im Vogtland, mit baugeschichtlicher und volkskundlicher Bedeutung. Blockstube eventuell noch vorhanden, teils mit Ziegelmauerwerk ersetzt/verputzt, teilweise originale Fenster erhalten, Stall massiv (Lehm), hoher Kniestock, Giebel verbrettert. | 08980206 |
|                                         | Kassenhaus (mit Turm) des Freibades | Waldkirchner Weg 11 (Karte)           | 1913                                                                                            | Reformstil-Architektur, baugeschichtlich und ortsgeschichtlich von Bedeutung | 09305193 |
|                                         | Wohnhaus in offener Bebauung | Waldstraße 9 (Karte)                  | Um 1925                                                                                         | Alte Ortslage Grün, authentisches Holzhaus in Elementbauweise (Christoph & Unmack?) im Heimatstil, baugeschichtlich von Bedeutung. Eingeschossig, hohes Satteldach (Schiefer), Balkenköpfe, Fensterläden und Dachüberstand. | 08980210 |
| Weitere Bilder                          | Gedenkstätte für die Opfer des Faschismus des ehemaligen Außenlagers des KZ Flossenbürg                                                                   | Walkmühlenweg 8b (neben) (Karte)      | 1965                                                                                            | Gedenkstätte eines ehemaligen KZ-Außenlagers, zeitgeschichtliche und ortshistorische Bedeutung. Reste des straßenparallelen Baus, sowie Gedenkstein, zur Erinnerung an die ums Leben gekommenen KZ-Häftlinge der Leng-Werke (Tarnname eines Zweigwerkes der Junkers-Flugzeug- und Motorenwerke, die hier in Lengenfeld Rüstungsproduktion in der geräumten ehemaligen Baumwollspinnerei Lengenfeld AG betrieben). | 08980151 |
|                                         | Wohnhaus mit Garagenanbau sowie vorgelagerte Terrasse mit Stützmauer                                                                                      | Walkmühlenweg 27a (Karte)             | 1930                                                                                            | Putzbau im traditionalistischen Stil, zeittypische Bauformen in unveränderter Originalität erhalten, markante Baudetails, vermutlich Fabrikantenwohnhaus einer nahgelegenen Fabrik, baugeschichtlich und ortsgeschichtlich von Bedeutung. Teilweise hohe Substruktionsmauern, typisch weiter Dachüberstand. | 08980150 |
|                                         | Wohnhaus Petzoldt in offener Bebauung | Walkmühlenweg 29 (Karte)              | Um 1900                                                                                         | Eingeschossiger Putzbau mit geschnitztem Schwebegiebel, landschaftsprägender Bau im Schweizer Stil, ehemals Teil der Filztuchfabrik Christfried Petzoldt, später Renak-Werke (siehe auch Dorfstraße 5, Ortsteil Wolfspfütz), von ortshistorischer Bedeutung. Mit Sockel- und Drempelgeschoss, massiv, verputzt, Bruchsteinsockel, im Drempelbereich gekoppelte Rundbogenfenster, Sparrendach mit Zwerchhaus, Schleppgauben, traufseitig verandaähnlicher verbretterter Eingang mit Treppenaufgang. | 08980443 |
|                                         | Mietshaus in halboffener Bebauung | Zwickauer Straße 6 (Karte)            | Um 1905                                                                                         | Klinkerfassade mit Kastenerker und Balkons, mit Innenausstattung, Bedeutung für die Baugeschichte. Drei Geschosse, Zwerchhaus, Dachturm, Erdgeschoss Putznutung, zwei Geschosse, glatte rote Ziegelfassade. Originalausstattung: im Treppenhaus Bleiglasfenster, originale Windfangtüren und Treppenhauslampe. | 08980197 |
|                                         | Mietshaus in offener Bebauung und Pavillon | Zwickauer Straße 15 (Karte)           | Um 1917                                                                                         | Markanter straßenbildprägender Putzbau, mit zeittypischem Fassadendekor, Reformstil-Architektur, baugeschichtlich von Bedeutung. Drei Geschosse, Mansarddach, Putzspiegel, Verdachungen und Erker, saniert. Pavillon: Sockel aus Quadermauerwerk, Putzbau mit geschwungener Dachhaube. | 08980195 |
|                                         | Wohnhaus in offener Bebauung mit Einfriedung | Zwickauer Straße 19 (Karte)           | Um 1925                                                                                         | Bemerkenswerter Putzbau im Heimatstil mit zeittypischen Baudetails, straßenbildprägend, baugeschichtlich von Bedeutung. Sockel (Garage), Theumaer Schiefer, zwei Geschosse, markante Fensteranordnung, hohes unverändertes Satteldach (Ziegel), Mauer Theumaer Schiefer. | 08980194 |
| Weitere Bilder                          | Mühle (Klopfermühle, Hoyersmühle) mit winkelförmigem Wohn- und Mühlengebäude (mit technischer Ausstattung), Nebengebäude, Pavillon und Torbogen           | Zwickauer Straße 29 (Karte)           | 1438 Ersterwähnung; heutiger Bau 18. Jahrhundert                                                | Mühlengebäude stattlicher Putzbau, Nebengebäude mit Fachwerk-Obergeschoss, markante Anlage mit ortsgeschichtlicher Bedeutung (seit 1438 hier Mühlenstandort), letzte wasserkraftgetriebene Mühle an der Göltzsch, Denkmal der Technikgeschichte. Seit 1782 vom Rittergut gelöst, wechselnde Besitzer bis Mitte 19. Jahrhundert, seit 1863 (vier Generationen) im Besitz Familie Klopfer, bis 1968 Antrieb mittels zwei oberschlächtiger Wasserräder, seit 1920 zusätzlich E-Motor, Francisturbine. | 08980220 |
|                                         | Kriegerdenkmal für die Gefallenen des Ersten Weltkrieges                                                                                                  | Zwickauer Straße 39 (neben) (Karte)   | 1929                                                                                            | Alte Ortslage Grün, von ortshistorischer Bedeutung. Drei Natursteinstelen mit abgeschrägtem oberem Abschluss, mittlere Stele erhöht mit eingemeißeltem Eisernem Kreuz und Inschrift „Unseren Gefallenen zum ehrenden Gedächtnis 1914–1918“, seitliche Stelen mit den Namen der Gefallenen. | 08980444 |

## Abhorn
| Bild           | Bezeichnung | Lage                      | Datierung                                                                                     | Beschreibung | ID       |
| -------------- | --- | ------------------------- | --------------------------------------------------------------------------------------------- | --- | -------- |
| Weitere Bilder | Vierseithof mit südlichem Wohnstallhaus, östlicher Scheune, nördlichem Remisengebäude und westlichem Seitengebäude | Am Plohnbachtal 8 (Karte) | Bezeichnet mit 1844 (Wohnstallhaus); Mitte 19. Jahrhundert (Scheune); um 1930 (Seitengebäude) | Geschlossenes Hofensemble in Massivbauweise, selten erhaltene Anlage in weitgehender Originalsubstanz in ortsbildprägender Lage auf einer Anhöhe, baugeschichtlich von Bedeutung. - Wohnstallhaus: zwei Geschosse (Bruchstein), Granitgewände der Öffnungen, Krüppelwalmdach (Eternit) - Stallgebäude: eineinhalb Geschosse (Bruchstein), Sockel Quadermauerwerk, Obergeschoss verbrettert, Satteldach altdeutsch, altdeutscher Schiefer/Eternit - Remise: Quadermauerwerk, hofseitig, weite Torbögen, Dach verbrettert - Scheune: Quadermauerwerk (Satteldach) | 08980223 |

## Irfersgrün
| Bild                                    | Bezeichnung | Lage                                    | Datierung | Beschreibung | ID       |
| --------------------------------------- | --- | --------------------------------------- | --- | --- | -------- |
| Weitere Bilder                          | Dr.-Friedrich-Dittes-Denkmal mit Einfriedung | Am Dr.-Dittes-Denkmal 1 (neben) (Karte) | 1898 errichtet | Zur Erinnerung an den Pädagogen Friedrich Dittes (1829–1896), der in Irfersgrün geboren wurde, Denkmal der Ortsgeschichte. Bronzebüste auf Granitpostament mit gusseiserner Einfriedung und Stufen. Dittes zu Ehren errichtete die Sächsische Lehrerschaft 1898 das Denkmal. | 08980242 |
| Direkt Bild zu diesem Denkmal hochladen | Villa mit Saalanbau | An den Kleingärten 2 (Karte)            | Um 1917 | Einfacher Putzbau mit zeittypischen Baudetails, im traditionalistischen Stil, baugeschichtliche Bedeutung. Eingeschossig, Treppenaufgang mit Geländer, Sockel Buckelquadermauerwerk, Putzgliederung. | 08980247 |
| Direkt Bild zu diesem Denkmal hochladen | Pfarrhof mit Pfarrhaus, Seitengebäude, Scheune (mit Keller und Kellerhals unter der Scheune), zwei Wassertrögen im Hof und Einfriedungsmauer mit Toreinfahrt (Feldseite) | Friedhofsweg 4 (Karte)                  | Um 1700 (Pfarrscheune); um 1920 (Pfarrhaus)                                                                                            | Ensemble von bauhistorischer und ortshistorischer Bedeutung. - Pfarrhaus: um 1920 erbaut, zweigeschossiger Putzbau, mit bauhistorischer Ausstattung und originalen Fenstern und Türen, Krüppelwalmdach mit Biberschwanzdoppeldeckung, Fledermausluken, schlichter Bau von ortsgeschichtlichem Wert - Stallgebäude: eingeschossiger breit gelagerter Bruchsteinbau mit Satteldach, Rundbogeneingang mit einfacher Holzbrettertür, daneben Einfriedungsmauer aus Bruchstein mit Torbogen und Holztor, dieses mit Pforte zum Feld - vor den Resten des ehemaligen Pfarrhauses am hinteren Hofrand zwei Granitwassertröge, teilweise zerbrochen - Unter der Scheune: tonnengewölbter Keller und Kellerhals, dort Nischen, Bruchsteinmauerwerk - Alter Stall: eingeschossig, Bruchstein, Satteldach, altdeutsche Schieferdeckung - Toranlage: gemauerter Segmentbogen mit Überdachung, Bruchstein - Scheune: teils Quadermauerwerk, teils verbrettert, Satteldach altdeutsche Deckung - Keller: Sandsteinstufen, Tonne | 08980246 |
| Direkt Bild zu diesem Denkmal hochladen | Wohnhaus und Garteneinfriedung | Irfersgrüner Bahnhofstraße 10 (Karte)   | Um 1935 | Einfacher Bau im Heimatstil mit zeittypischen Baudetails, baugeschichtliche Bedeutung. Zwei Geschosse, Sockel Quadermauerwerk, Kratzputz, zweigeschossiger Wintergarten (Holz), Obergeschoss verbrettert, Giebel verschiefert, Runderker, Verbretterung. | 08980251 |
| Weitere Bilder                          | Kirche (mit Ausstattung) sowie Kirchhof mit Einfriedungsmauer und Kriegerdenkmal für die Gefallenen des Ersten Weltkrieges                                               | Kirchgasse 2 (Karte)                    | Im Kern 1614, später überformt (Kirche); nach 1918 (Kriegerdenkmal)                                                                    | Im Kern barocke Saalkirche mit gerade geschlossenem Chor und Dachreiter, von kunsthistorischer und ortsgeschichtlicher Bedeutung. - Bau anstelle des Vorgängers aus dem 13. Jahrhundert, 1859 Anbauten und Umbauten im Inneren - Kandler: Innenerneuerung 1896, flache Holzdecke, Kanzelaltar, Orgel - Friedhofsmauer: Bruchstein mit Schieferabdeckung (schmiedeeisernes Gitter) | 08980241 |
|                                         | Mühle und technische Ausstattung | Lengenfelder Straße 16 (Karte)          | Ab Mitte 19. Jahrhundert; 20. Jahrhundert (Mahlhaus)                                                                                   | In Gestalt und Ausstattung weitgehend erhalten, Denkmal der Technikgeschichte. Zwei Geschosse (Ziegelmauerwerk) verputzt, hohes Krüppelwalmdach (Eternit), um 1900 veränderte Fassade, anschließend Mühlenteil mit Ladeluke, verbrettertes Nebengebäude. Ausstattung: Mahlgänge, Waage etc. | 08980249 |
| Weitere Bilder                          | Herrenhaus (Nr. 8) und Scheune (Nr. 13) sowie Brennerei (Nr. 6) des Rittergutes                                                                                          | Rittergutsweg 6, 8, 13 (Karte)          | Im Kern 17. Jahrhundert (Herrenhaus); 19. Jahrhundert (Gutsbrennerei)                                                                  | Herrenhaus mit hohem Krüppelwalmdach, geschlossen erhaltenes Ensemble mit hohem ortsgeschichtlichen Zeugniswert und ortsbildprägender Qualität. - Herrenhaus (Nummer 8): zwei Geschosse, Fensterfaschen, hohes Krüppelwalmdach (Ziegel), drei Gaupen - Scheune (Nummer 13): entstellender Anbau rückseitig und hofseitig in den 1920er Jahren überformt - Brennerei (Nummer 6): Putzfassade, Mittelrisalit mit Zwerchhaus, Klinkerbau verputzt (Satteldach) | 08980248 |
| Direkt Bild zu diesem Denkmal hochladen | Zwei Scheunen (nördlich und östlich) und südliches Seitengebäude (mit Oberlaube) sowie Torbogen (am Seitengebäude) eines Vierseithofes                                   | Stangengrüner Straße 5 (Karte)          | Ende 18. Jahrhundert (Seitengebäude); Ende 19. Jahrhundert (Scheune)                                                                   | Scheunen zum Teil in Fachwerk, Seitengebäude Obergeschoss Fachwerk verkleidet und mit seltener Oberlaube, weitgehend geschlossen erhaltenes Hofensemble, vor allem baugeschichtliche Bedeutung. - Stall (Ende 17. Jahrhundert): zwei Geschosse, Erdgeschoss Ziegel-Bruchsteinmauerwerk, teils Lehm, Obergeschoss verbrettert und Ornamentverschieferung, Fachwerk, hofseitig Laubengang, Lehmstaken, Satteldach (Ziegel) - Scheune: Granitsockel, Fachwerk mit Ziegelausfachung um 1895 - Scheune: Fachwerk, Ziegelausfachung Drempel, Hoftor um 1850 | 08980250 |
| Weitere Bilder                          | Kriegerdenkmal für die Gefallenen des Deutsch-Französischen Krieges 1870/1871, mit Einfriedung                                                                           | Stangengrüner Straße 5 (neben) (Karte)  | Nach 1871 | Ortshistorische Bedeutung. Gestutzter Obelisk, Sandstein, schmiedeeisernes Gitter. | 08980245 |
| Direkt Bild zu diesem Denkmal hochladen | Wohnstallhaus (südlich), zwei Seitengebäude (westlich und östlich) und Hofpflaster eines Vierseithofes                                                                   | Stangengrüner Straße 36 (Karte)         | Mitte 18. Jahrhundert (östliches Seitengebäude); bezeichnet mit 1823 (Wohnstallhaus); Mitte 19. Jahrhundert (westliches Seitengebäude) | Wohnstallhaus Obergeschoss Fachwerk, Seitengebäude ebenfalls mit Fachwerk-Obergeschoss (eines mit Kopfstreben), geschlossen erhaltenes und in seiner Originalität wichtiges Zeugnis vogtländischer Bautradition, Denkmal der Baugeschichte und Volkskunde. - Wohnstallhaus: zwei Geschosse, Erdgeschoss Bruchsteinmauerwerk/Lehm, Granitgewände mit Inschrift („1823“), giebelreiches Fachwerk mit Lehmausfachung auf hoher Schwelle, Satteldach (Kunstschiefer) - Östlicher Stall: Bruchstein, Erdgeschoss (preußische Kappen), Obergeschoss Fachwerk/Lehmstaken, Kopfbänder - Westlicher Stall: Bruchstein (preußische Kappen und Granitgewände), Obergeschoss Fachwerk | 08980244 |
| Direkt Bild zu diesem Denkmal hochladen | Seitengebäude (mit Oberlaube) eines Vierseithofes | Stangengrüner Straße 50 (Karte)         | 1824 | Obergeschoss Fachwerk, herausragendes Zeugnis ländlicher Bautradition im Vogtland, mit seltener Oberlaube. Stallgebäude mit Laubengang, zwei Geschosse, Erdgeschoss entstellt durch Hoftore, zehn Joche teils geschnitzte Bögen. | 08980243 |

## Pechtelsgrün
| Bild                                    | Bezeichnung                                                                                    | Lage                                          | Datierung                                                                          | Beschreibung | ID       |
| --------------------------------------- | ---------------------------------------------------------------------------------------------- | --------------------------------------------- | ---------------------------------------------------------------------------------- | --- | -------- |
| Direkt Bild zu diesem Denkmal hochladen | Wohnstallhaus, zwei Seitengebäude und Scheune sowie Torbogen eines Vierseithofes               | Bergstraße 7a (Karte)                         | Um 1790                                                                            | Fachwerkbauten, geschlossen erhaltenes Ensemble, Denkmal mit baugeschichtlichem Zeugnis- und Dokumentationswert. - Wohnstallhaus: zwei Geschosse, Erdgeschoss massiv, teils verändert, Obergeschoss Fachwerk, Satteldach altdeutsche Schieferdeckung, drei Gaupen - Stall: Erdgeschoss Bruchstein, Obergeschoss Fachwerk, verbrettert, Satteldach altdeutsche Deckung - Scheune/zweites Seitengebäude: mit zwei Anbauten, Bruchstein-Erdgeschoss, Obergeschoss verbrettert, Satteldach, weitere Scheune/Wirtschaftsgebäude                                                                                              | 08980266 |
| Direkt Bild zu diesem Denkmal hochladen | Wohnstallhaus eines Bauernhofes                                                                | Bergstraße 9 (Karte)                          | Wohl 1674, später überformt                                                        | Obergeschoss strebenreiches Fachwerk, als eines der ältesten Gebäude Denkmal der Ortsgeschichte, baugeschichtlicher Wert. Zwei Geschosse, Erdgeschoss massiv, teils Granitgewände, Holzbalkendecke mit Unterzug, Obergeschoss Fachwerk, Holztraufe, Giebel verschiefert (Eternit), sehr hohes Krüppelwalmdach, gewölbter Keller. | 08980264 |
| Direkt Bild zu diesem Denkmal hochladen | Pechpfanne                                                                                     | Bergstraße 9 (bei) (Karte)                    | Anfang 19. Jahrhundert                                                             | Wichtiges Zeugnis ländlicher Handwerkstradition, heimatgeschichtliche und wirtschaftshistorische Bedeutung. 68 × 70 × 74 × 83, Höhe 40–50 cm, Granit, zusammen mit Pechtelsgrüner Hauptstraße 32, ehemals auf dem „Knock“. | 08980263 |
| Direkt Bild zu diesem Denkmal hochladen | Vierseithof                                                                                    | Bergstraße 11, 12, 13 (Karte)                 | Um 1750                                                                            | Häuser mit Fachwerk-Obergeschoss (zum Teil verkleidet), geschlossenes Hofensemble in Kubatur und Anlage ungestört, als eines der älteren Gebäude des Ortes mit baugeschichtlicher und dokumentarischer Bedeutung. - Wohnstallhaus: zwei Geschosse, Erdgeschoss (Bruchstein, Lehm), Granitgewände, Obergeschoss Fachwerk (verputzt), Giebel verschiefert (Eternit), Satteldach, Stall gewölbt (Granitsäule) - Stall: zwei Geschosse, Erdgeschoss Bruchstein, Obergeschoss Fachwerk (erneuert), Tordurchfahrt, Bruchstein/Quader                                                                                          |          |
| Weitere Bilder                          | Wegestein                                                                                      | Irfersgrüner Straße 2a (bei) (Karte)          | Um 1850                                                                            | Steinerner Wegweiser, Denkmal der Verkehrsgeschichte | 08980258 |
| Direkt Bild zu diesem Denkmal hochladen | Wohnstallhaus eines Bauernhofes                                                                | Pechtelsgrüner Hauptstraße 2 (Karte)          | Um 1800                                                                            | Baugeschichtlich von Bedeutung. Erdgeschoss massiv (Ziegel-Bruchstein), Obergeschoss Fachwerk (regelmäßiges Leiterfachwerk), Giebelseiten teils Ornamentverschieferung teils Eternit, Krüppelwalm mit Eternit, Lehmausfachung, Holztraufe. | 08980257 |
| Direkt Bild zu diesem Denkmal hochladen | Wohnstallhaus und Seitengebäude eines Dreiseithofes                                            | Pechtelsgrüner Hauptstraße 21 (Karte)         | Um 1800 (Wohnstallhaus); um 1890 (Seitengebäude)                                   | Wohnstallhaus mit strebenreichem Fachwerk-Obergeschoss, Seitengebäude zum Teil massiv, zum Teil verbrettert, geschlossen erhaltene Hofanlage mit Dokumentationswert, baugeschichtlich von Bedeutung. - Scheune: Hanglage eineinhalbgeschossig, Sockel Granitpolygonalmauerwerk, Obergeschoss Ziegel, Ladeluke, Schieferdach - Wohnstallhaus: Erdgeschoss Ziegelmauerwerk, Obergeschoss Fachwerk, später Anbau, Satteldach (Ziegel) | 08980261 |
|                                         | Kriegerdenkmal für die Gefallenen des Ersten Weltkrieges                                       | Pechtelsgrüner Hauptstraße 22 (neben) (Karte) | Nach 1918                                                                          | Ortsgeschichtlich von Bedeutung. Anlage mit Stufen, skulpierte Platten und bogigem Abschluss. | 08980259 |
| Direkt Bild zu diesem Denkmal hochladen | Wohnhaus mit daran angebautem Seitengebäude und Wohnstallhaus sowie Hofmauer eines Bauernhofes | Pechtelsgrüner Hauptstraße 32 (Karte)         | Um 1700 (Wohnstallhaus); Anfang 19. Jahrhundert (Seitengebäude); 1920 (Bauernhaus) | Wohnstallhaus mit strebenreichem Fachwerk-Obergeschoss, Wohnhaus schlichter Putzbau, geschlossen erhaltene Hofanlage mit hohem Dokumentationswert, mit straßenbildprägender Wirkung, baugeschichtlich von Bedeutung. - Wohnhaus: Putzfassade, eingeschossig mit Zwerchhaus und Mansarddach - Wohnstallhaus: zwei Geschosse, Erdgeschoss Bruchstein-Ziegel-Lehmmauerwerk, teil Granitgewände, Obergeschoss Fachwerk (Lehmstaken), Holztraufe, Giebel verschiefert, Krüppelwalmdach (Schiefer altdeutsche Deckung) - Scheune bzw. an Wohnhaus angebautes Stallgebäude: Lehm/Ziegelbau verputzt, Satteldach, Ziegeldeckung | 08980260 |
| Direkt Bild zu diesem Denkmal hochladen | Pechpfanne                                                                                     | Pechtelsgrüner Hauptstraße 32 (bei) (Karte)   | 19. Jahrhundert                                                                    | Wichtiges Zeugnis ländlicher Handwerkstradition mit heimatgeschichtlicher und wirtschaftshistorischer Bedeutung. Granit unbeschädigt in Stallmauer versetzt, ehemals mit Bergstraße 9 auf dem „Knock“. | 08980267 |

## Plohn
| Bild                                    | Bezeichnung | Lage                                                                | Datierung                                                                                     | Beschreibung | ID       |
| --------------------------------------- | --- | ------------------------------------------------------------------- | --------------------------------------------------------------------------------------------- | --- | -------- |
| Direkt Bild zu diesem Denkmal hochladen | Wohnhaus | Alter Schulweg 2 (Karte)                                            | Um 1936                                                                                       | Mit Fachwerkgiebel, charakteristisches Beispiel der 1930er-Jahre-Architektur im Heimatstil, Denkmal der neueren Architekturgeschichte. Eingeschossig, Drempel, Schleppgaupe, Schieferdach (Satteldach), Bruchsteinsockel, Putz-Fachwerkfassade. | 08980224 |
| Direkt Bild zu diesem Denkmal hochladen | Adlersche Gruftkapelle: Grufthaus des Rittergutes (Einzeldenkmal zu ID-Nr. 09304995) | Am Schafberg (Karte)                                                | Um 1860                                                                                       | Einzeldenkmal der Sachgesamtheit Rittergut Plohn; stattliche Gruftkapelle im neogotischen Stil, als Teil des Rittergutes geschlossenes Ensemble mit überregionaler, kunsthistorischer und landschaftsgestaltender Bedeutung. Steinquadermauerwerk Ecklisenen, staffelgiebelartige Bekrönung mit Dachreiter und Kreuz, schmiedeeisernes Gitter. | 08980480 |
|                                         | Rittergut Plohn (Sachgesamtheit), auch Burg Plohn | Mittelweg 1 bis 4 (Plohner Hauptstraße 9, 11; Am Schafberg) (Karte) | 1140 Ersterwähnung (Burg); nach 1804 (Herrenhaus); 19. Jahrhundert (Wirtschaftsgebäude)       | Sachgesamtheit Rittergut Plohn, mit folgenden Einzeldenkmalen: Wohn- und Wirtschaftsgebäude (Mittelweg 1), Herrenhaus (Mittelweg 2) mit Anbauten sowie Ringmauer, Kelleranlagen und Pavillon/Wehrturm, weiterhin Torhaus (sogenanntes Steinhaus, Mittelweg 4) mit Nebengebäude (siehe Einzeldenkmal 08980235, Mittelweg 1, 2, 4), Grufthaus des Rittergutes (siehe Einzeldenkmal 08980480, Am Schafberg) sowie weitere Wohngebäude eines Rittergutes (siehe Einzeldenkmal 08980479, Plohner Hauptstraße 9, 11), mit folgenden Sachgesamtheitsteilen: Wirtschaftsgebäude (Mittelweg 3) und Stallgebäude und Remisengebäude (bei Plohner Hauptstraße 9/11) dazu der ehemalige Burggarten (bei Mittelweg 2); Herrenhaus stattlicher Putzbau mit Mansarddach und Mittelrisalit mit geschweiftem Giebel, von barocker Wirkung, errichtet auf den Grundmauern einer Burg, Rittergut Plohn oberen und unteren Teils bildet ein geschlossenes Ensemble mit überregionaler, kunsthistorischer und landschaftsgestaltender Bedeutung. - Burgruine: 1140 erstmals erwähnt, 1633 vollständig zerstört, mittelalterliche Kellergewölbe und Mauerreste erhalten, Rittergut ab 1633, Burg 1804 bis auf Reste abgetragen und terrassiert - Remise/Stallungen (hinter und neben Mittelweg 9/11): Putzfassade nach 1804 | 09304995 |
| Direkt Bild zu diesem Denkmal hochladen | Wohn- und Wirtschaftsgebäude (Nr. 1), Herrenhaus (Nr. 2) mit Anbauten sowie Ringmauer, Kelleranlagen und Pavillon/Wehrturm, weiterhin Torhaus (sogenanntes Steinhaus, Nr. 4) mit Nebengebäude (Einzeldenkmale zu ID-Nr. 09304995) | Mittelweg 1, 2, 4 (Karte)                                           | 18. Jahrhundert (sogenanntes Steinhaus); nach 1804 (Herrenhaus); bezeichnet mit 1843 (Keller) | Einzeldenkmale der Sachgesamtheit Rittergut Plohn; Rittergut Plohn unteren Teils, Herrenhaus stattlicher Putzbau mit Mansarddach und Mittelrisalit mit geschweiftem Giebel, von barocker Wirkung, errichtet auf den Grundmauern einer Burg, Rittergut Plohn oberen und unteren Teils bildet ein geschlossenes Ensemble mit überregionaler, kunsthistorischer und landschaftsgestaltender Bedeutung. - Wohnhaus (Mittelweg 1): Krüppelwalmdach (Pappe) - Herrenhaus (Mittelweg 2): zwei Geschosse (Putzfassade) alte Mauerreste, Volutengiebel, Mansarddach, innen stark verändert, teils Gewölbe - Sogenanntes Steinhaus (Mittelweg 4): Bruchsteinmauerwerk mit Torbogendurchfahrt, Satteldach altdeutsche Schieferdeckung | 08980235 |
| Direkt Bild zu diesem Denkmal hochladen | Wohnstallhaus und winkelförmiges Seitengebäude eines Vierseithofes | Pechtelsgrüner Straße 6 (Karte)                                     | Bezeichnet mit 1845                                                                           | Stattliche Gebäude in Bruchstein, Ensemble von landschaftsprägender Wirkung, gut erhaltenes Zeugnis vogtländischer Hofanlagen, baugeschichtlich von Bedeutung. - Wohnstallhaus: Bruchstein/Quadermauerwerk, zwei Geschosse, Granitgewände, Eingangsportal mit profiliertem Gewände, Krüppelwalm mit altdeutscher Schieferdeckung - Stallgebäude: massiv, Bruchstein/Quadermauerwerk, ehemals Torbogenansatz | 08980236 |
| Direkt Bild zu diesem Denkmal hochladen | Wohnstallhaus (Umgebinde) und Scheune (mit Anbau) eines Zweiseithofes | Pechtelsgrüner Straße 14 (Karte)                                    | Bezeichnet mit 1815                                                                           | Wohnstallhaus Obergeschoss Fachwerk verbrettert, Scheune verbrettert, gut erhaltenes Ensemble in vogtländischen Bauformen, Denkmal der Volkskunde und Ortsgeschichte, baugeschichtlich von Bedeutung. - Wohnstallhaus: Sockel Bruchsteinmauerwerk, Stallteil massiv (verputzt), Umgebindekonstruktion mit Blockstube (verbrettert), Obergeschoss und Giebel verbrettert, Satteldach (Eternit) unterkellert, Granitgewände - Scheune mit Satteldach | 08980237 |
| Direkt Bild zu diesem Denkmal hochladen | Grabmal Wolf und Friedhofsmauer mit Friedhofstor | Plohner Hauptstraße (Karte)                                         | 1873 (Grabmal); 19. Jahrhundert (Friedhofsmauer)                                              | Grabmal für Johann Lorenz Caspar Wolf (1819–1873, Brauereidirektor), gestorben infolge seiner Verwundungen im deutsch-französischen Krieg, ortshistorische Bedeutung. - Grabmal: Granitstele mit dreieckigem oberem Abschluss - Friedhofsmauer und Stützmauer: Feldstein mit Schieferabdeckung | 08980230 |
|                                         | Marienkirche (mit Ausstattung) sowie Kirchhof mit zwei Grabmalen und einer Pechpfanne | Plohner Hauptstraße (Karte)                                         | 1861 (Kirche); 18. Jahrhundert (Grabmal); 19. Jahrhundert (Pechpfanne)                        | Schlichte neogotische Saalkirche mit dreiseitigem Ostabschluss, eingestellter Turm auf quadratischem Grundriss, barocke Grabmale, architekturhistorisches und ortshistorisches Denkmal. Schnitzaltar, Schusterorgel, zwei Grabmale aus barocker Zeit (verwittert), eine Pechpfanne 80 × 60 × 80 × 90, Höhe 32, Granit gerissen, ehemals im Hirschgarten des Plohner Rittergutes bis 1945, weitere fünf Pechpfannen verloren. | 08980234 |
|                                         | Kriegerdenkmal für die Gefallenen des Ersten Weltkrieges | Plohner Hauptstraße 1 (gegenüber) (Karte)                           | Nach 1918                                                                                     | Ortshistorische Bedeutung. Mehrstufiges Postament/Pilaster, Giebel mit Relief, Namenstafel, bildet Ensemble mit Kriegerdenkmal des Deutsch-Französischen Krieges. | 08980227 |
|                                         | Kriegerdenkmal für die Gefallenen des Deutsch-Französischen Krieges 1870/1871 | Plohner Hauptstraße 1 (gegenüber) (Karte)                           | Nach 1871                                                                                     | Ortshistorische Bedeutung. Anlage im Ensemble mit dem Ersten-Weltkrieg-Denkmal gestaltet, Stein. | 08980226 |
| Direkt Bild zu diesem Denkmal hochladen | Gasthaus Zur Alten Brauerei (mit Ausstattung) sowie Kelleranlagen der ehemaligen Brauerei | Plohner Hauptstraße 3 (Karte)                                       | Mitte 19. Jahrhundert, im Kern älter                                                          | Schlichter Putzbau mit markanter Tordurchfahrt, durch Lage und Größe ortsbildprägend, über längere Zeit bis zum heutigen Zustand gewachsene Anlage mit ortshistorischer Bedeutung. Zwei Geschosse (Putzfassade) mit Satteldach (Ziegel), originale Fassadengliederung mit Rundbogenfenstern (Bruchsteinmauerwerk), große Torbogenöffnung mit Holzbalkenlage, Ausstattung im Gastraum der 1930er Jahre erhalten (Bleiglasfenster, Kassettendecke mit Malerei, Windfangtüre, Ofen), von der Brauerei (1858–1921 Plohner Bierbrauerei) nur Keller erhalten, Kunstschmied Bail. | 08980228 |
| Direkt Bild zu diesem Denkmal hochladen | Wohnhaus | Plohner Hauptstraße 6 (Karte)                                       | Um 1936                                                                                       | Mit Fachwerkgiebel, charakteristisches Beispiel der 1930er-Jahre-Architektur im Heimatstil, Denkmal der neueren Architekturgeschichte. Eingeschossig, Giebelseiten Fachwerk, Drempel, Satteldach (Schieferdeckung), Schleppgaupe, Bruchsteinsockel, Fensterläden, Treppenaufgang mit schmiedeeisernem Handlauf. | 08980225 |
|                                         | Straßenbrücke über den Plohnbach | Plohner Hauptstraße 8 (bei) (Karte)                                 | Um 1800                                                                                       | Steinerne Bogenbrücke mit Schlussstein, Denkmal der Verkehrsgeschichte. Inschrift „A. Plohn“. | 08980240 |
| Direkt Bild zu diesem Denkmal hochladen | Wohngebäude des Rittergutes (Einzeldenkmale zu ID-Nr. 09304995) | Plohner Hauptstraße 9, 11 (Karte)                                   | Bezeichnet mit 1820                                                                           | Einzeldenkmale der Sachgesamtheit Rittergut Plohn; Rittergut Plohn oberen Teils, geschlossenes Ensemble mit überregionaler kunsthistorischer und landschaftsgestaltender Bedeutung. Gesindehaus, zwei Geschosse (Putzfassade), Tordurchfahrt gewölbt, zwei geohrte Granitportale mit Quastenzier und ornamentierten Sockeln. Original: Eingangstüre, bezeichnet. 1820 | 08980479 |
|                                         | Wegestein | Plohner Hauptstraße 10 (gegenüber) (Karte)                          | Um 1850                                                                                       | Steinerner Wegweiser nach Pechtelsgrün und Röthenbach, Denkmal der Verkehrsgeschichte | 08980239 |
| Direkt Bild zu diesem Denkmal hochladen | Toranlage und Einfriedungsmauer eines Grundstückes | Plohner Hauptstraße 12 (Karte)                                      | Um 1800                                                                                       | Wohl ursprünglich zum Rittergut Plohn gehörend, ortsbildprägend und ortsgeschichtlich von Bedeutung | 09305051 |
| Direkt Bild zu diesem Denkmal hochladen | Wohnhaus mit winkelförmig angebautem Seitengebäude eines Bauernhofes | Plohner Hauptstraße 13 (Karte)                                      | Bezeichnet mit 1849                                                                           | Zeittypischer Putzbau mit Granitportal und Tordurchfahrt, straßenbildprägender Bau im Ortskern, baugeschichtlich von Bedeutung. Zwei Geschosse, Bruchsteinsockel, Granitstufen, geohrtes Granitportal mit Quastenzier, reicher Profilierung und ornamentiertem Sockel, Hofzufahrt im Korbbogen, Satteldach (Schiefer). Original: Eingangstür, schmiedeeisernes Gitter. | 08980233 |
| Direkt Bild zu diesem Denkmal hochladen | Pfarrhof mit Pfarrhaus, Scheune und daran angebautes Seitengebäude sowie Luthereiche und Einfriedungsmauer mit Toreinfahrt | Plohner Hauptstraße 17 (Karte)                                      | Bezeichnet mit 1826                                                                           | Pfarrhaus stattlicher Putzbau mit Krüppelwalmdach, Nebengebäude schlichte Putzbauten, geschlossen erhaltenes Ensemble, ortsgeschichtlich und baugeschichtlich von Bedeutung. - Wohnhaus: zwei Geschosse, Granitgewände, geohrtes Granitportal auf ornamentiertem Sockel mit Datierung, hohes Krüppelwalmdach mit altdeutscher Schieferdeckung; original: Eingangstür mit Oberlicht 1915, Fenster schmiedeeisernes Gitter - Nebengebäude/Remise/Scheune: eineinhalb Geschosse, Putzfassade, Satteldächer (Schiefer), Einfriedungsmauer (Bruchstein) | 08980232 |
| Direkt Bild zu diesem Denkmal hochladen | Wohnstallhaus und Seitengebäude eines Bauernhofes | Plohner Hauptstraße 30 (Karte)                                      | Um 1700                                                                                       | Beide Gebäude mit Fachwerk-Obergeschoss, am Wohnstallhaus strebenreich, herausragendes Beispiel ländlicher Bautradition, durch Alter und Lage am Ortseingang von besonderer baugeschichtlichen Bedeutung. - Wohnstallhaus: zwei Geschosse, Erdgeschoss Lehmmauern, Stallteil (heute als Garage genutzt) mit preußischer Kappe, hofseitig Holzdachrinne, Obergeschoss mit breiter Balkenlage (profiliert), Fachwerk (Lehmstaken), Giebel verschiefert, Satteldach altdeutsche Schieferdeckung, bezeichnet mit 1888 - Stall: Lehmwände, Obergeschoss Fachwerk, Satteldach | 08980231 |

### Ehemaliges Denkmal (Plohn)
| Bild                                    | Bezeichnung | Lage                            | Datierung | Beschreibung | ID       |
| --------------------------------------- | ----------- | ------------------------------- | --------- | --- | -------- |
| Direkt Bild zu diesem Denkmal hochladen | Wohnhaus    | Pechtelsgrüner Straße 7 (Karte) | 1850      | Eingeschossiger Bruchsteinbau mit Fachwerk-Drempel (Ziegel), einfaches straßenbildprägendes Gebäude mit zeittypischen Merkmalen, bau- und sozialgeschichtlich von Bedeutung. Bruchsteinquadermauerwerk, Granitgewände mit Ornament, Doppelfenster, zwei kleine Sattelgaupen, Krüppelwalm. Zwischen 2019 und 2024 aus der Denkmalliste gestrichen. | 08980238 |

## Schönbrunn
| Bild | Bezeichnung                                              | Lage                                 | Datierung             | Beschreibung | ID       |
| ---- | -------------------------------------------------------- | ------------------------------------ | --------------------- | --- | -------- |
|      | Wohnhaus (Umgebinde) eines Bauernhofes                   | Obere Dorfstraße 39 (Karte)          | Mitte 18. Jahrhundert | Obergeschoss Fachwerk auf breiter Balkenlage, baugeschichtlich von Bedeutung. Zwei Geschosse, Sockel verputzt, Umgebinde (Block unwahrscheinlich), Lehmstakung, Giebel verschiefert. | 08980253 |
|      | Ehemaliger Gasthof (ohne Saalanbau)                      | Obere Dorfstraße 54 (Karte)          | Um 1800               | Obergeschoss Fachwerk teils verbrettert, Zeugnis landschaftstypischer Bauweise, Dokument ortsgeschichtlicher Entwicklung. Zwei Geschosse, Erdgeschoss massiv und neu verändert, Krüppelwalmdach (Pappe). | 08980269 |
|      | Schulgebäude und Toilettenhäuschen                       | Obere Dorfstraße 56 (Karte)          | Bezeichnet mit 1906   | Historisierender Klinkerbau, ortsgeschichtliche Bedeutung. Zwei Geschosse. Sockel: Granitquader, Seitenrisalit mit Giebelaufbau. Original: Treppenhaus, Windfangtür mit Oberlicht. Toilettenhaus: Fachwerk-Klinkerbau mit Belüftungsdachaufsatz. | 08980254 |
|      | Kriegerdenkmal für die Gefallenen des Ersten Weltkrieges | Untere Dorfstraße 60 (neben) (Karte) | Nach 1918             | Ortsgeschichtliche Bedeutung. Kunststein mit Bekrönung auf Postament und Stufen. | 08980252 |
|      | Wohnhaus                                                 | Waldkirchener Straße 2 (Karte)       | 1939–1940             | Zeittypischer Bau der späten 1930er Jahre in Wandtafelbauweise, Fertigteilhaus der Hellerauer Werkstätten mit entsprechender Innenausstattung, Denkmal mit bauhistorischer und wissenschaftlicher Bedeutung. Sockel Schiefer, eingeschossig mit Terrassenvorbau, ehem. Balkon und Garage, Innenausstattung nur noch in Teilen erhalten (Schiebetüren), Holzfassade. | 08980256 |

## Waldkirchen
| Bild                                    | Bezeichnung | Lage                                       | Datierung                                                                                 | Beschreibung | ID       |
| --------------------------------------- | --- | ------------------------------------------ | ----------------------------------------------------------------------------------------- | --- | -------- |
| Weitere Bilder                          | Sachgesamtheit Königlich-Sächsische Triangulierung („Europäische Gradmessung im Königreich Sachsen“); Station 139, Marienhöhe          | (Flurstück 820a) (Karte)                   | Bezeichnet mit 1876                                                                       | Station der Königlich-Sächsischen Triangulation, Netz 2. Ordnung, wissenschaftsgeschichtlich und technikgeschichtlich von Bedeutung. Pfeiler auf quadratischem Grundriss, auf stufigem Sockel, Abdeckplatte fehlt, Station/MARIENHÖHE/Kön.Sächs./Triangulirung/1876. Die Station 139-Marienhöhe wurde auf dem vorderen Lehn nordöstlich des Dorfes Waldkirchen bei Lengenfeld errichtet. Die benötigte Fläche von 36 m² wurde von dem Gutsbesitzer C. G. Gross in Waldkirchen mit Kaufvertrag vom 1. August 1876 zum Preis von 30 Mark für den Königlich Sächsischen Staatsfiscus erworben. Die ehemalige gusseiserne Abdeckplatte ist nicht mehr vorhanden. Beim neuen Ausbau der vorbeiführenden Autobahn A 72 nach der Wiedervereinigung wurde die Säule restauriert und in die Grünanlage des Autobahnparkplatzes einbezogen. Die ursprüngliche Planung für die Vogtlandautobahn von Hof nach Chemnitz begann bereits 1935. Dabei war man sich bewusst, dass an der Marienhöhe die Trasse den schönsten Aussichtspunkt der Strecke erreichte. Die Planer erhielten deshalb die Vorgabe, wegen der Aussicht zum Erzgebirge die Trasse möglichst am südlichen Hang entlangzuführen und beidseitig Rastplätze anzulegen. Am 4. Dezember 1938 wurde der Abschnitt von Treuen bis Zwickau-West einbahnig für den Verkehr freigegeben. Nach der Wiedervereinigung erfolgte die durchgehende Erneuerung der A 72 und der Ausbau mit vier Fahrbahnen. | 09305068 |
| Weitere Bilder                          | Wegestein | (Flurstücke 768, 1472) (Karte)             | Bezeichnet mit 1840                                                                       | Granitwegweiser, Denkmal der Verkehrsgeschichte | 08980299 |
|                                         | Friedhofsmauer | Friedhofsweg (Karte)                       | 1900                                                                                      | Mit Schieferplattenabdeckung, ortsgeschichtlich von Bedeutung, Bruchstein verfugt | 08980297 |
| Weitere Bilder                          | Kirche (mit Ausstattung) und Kirchhof mit Einfriedungsmauer und Torbogen                                                               | Hauptstraße (Karte)                        | Im Kern 13. Jahrhundert; 1722–1723                                                        | Saalkirche, ortshistorische und architekturhistorische Bedeutung. Mauer: Bruchstein/Granitquader unverputzt verfugt, schmiedeeisernes Gitter. | 08980296 |
| Weitere Bilder                          | Wohnstallhaus eines Bauernhofes | Hauptstraße 6 (Karte)                      | Um 1850                                                                                   | Bei „Linker Steig“, verbrettertes Fachwerk-Obergeschoss vorkragend, mit verputzter Blockstube, Denkmal der Volkskunde und Baugeschichte. Sockel verändert (Granitquader), unverändertes Satteldach (Pappe). | 08980287 |
| Weitere Bilder                          | Wohnstallhaus und Seitengebäude eines ehemaligen Vierseithofes                                                                         | Hauptstraße 7 (Karte)                      | Um 1830                                                                                   | Bei „Rechter Steig“, Wohnstallhaus mit strebenreichem Fachwerk-Obergeschoss, Zeugnis ländlicher Architektur mit Dokumentationswert, baugeschichtlich von Bedeutung. - Wohnteil: Ziegel, Stall Bruchstein verputzt, Granitsockel reich profilierte Balkenlage, Fachwerk-Obergeschoss mit Lehm, Satteldach (Pappe) - Scheune: Ziegel/Fachwerk, Satteldach in altdeutscher Schieferdeckung | 08980286 |
| Weitere Bilder                          | Wohnstallhaus eines Vierseithofes | Hauptstraße 8 (Karte)                      | 1862 laut Auskunft                                                                        | Bei „Linker Steig“, Fachwerk-Obergeschoss mit weiter Ständerstellung, Denkmal der Volkskunde und Baugeschichte. Erdgeschoss Lehm/Bruchstein, Satteldach mit altdeutscher Schieferdeckung. | 08980288 |
| Direkt Bild zu diesem Denkmal hochladen | Wohnstallhaus und Seitengebäude eines Bauernhofes                                                                                      | Hauptstraße 15 (Karte)                     | Um 1840                                                                                   | Beide Gebäude mit Fachwerk-Obergeschoss (zum Teil verschiefert), Bauten mit vogtlandtypischen Konstruktionsmerkmalen, weitgehend geschlossene Hofanlage, Denkmal der Baugeschichte. - Wohnstallhaus: Erdgeschoss Lehm/Granit, Obergeschoss Giebel, Fachwerk (Lehm/Ziegel), Krüppelwalmdach (Ziegel), hofseitig Dachüberstand - Stall: Granitquader, Obergeschoss Fachwerk (teils verschiefert), Satteldach | 08980289 |
|                                         | Wohnstallhaus (Umgebinde) | Hauptstraße 31 (Karte)                     | 18. Jahrhundert                                                                           | Obergeschoss Fachwerk, vogtlandtypischer Konstruktionsdetails, baugeschichtlich von Bedeutung. Bruchsteinsockel, Blockbau verputzt, Umgebinde, Balkendecke, Satteldach/Pappe. | 08980290 |
|                                         | Vierseithof mit Wohnstallhaus, zwei Seitengebäuden und Scheune                                                                         | Hauptstraße 60 (Karte)                     | Bezeichnet mit 1844                                                                       | Fachwerkbauten, geschlossen erhaltenes Hofensemble mit verschiedenen Bauperioden, Denkmal der Baugeschichte mit straßenbildprägender Wirkung | 08980300 |
|                                         | Steinkreuz, sogenannter Pfaarkopf | Hauptstraße 62a (vor) (Karte)              | Wohl um 1730                                                                              | Denkmal der Ortsgeschichte. Steinkreuz aus Granit, versetzt von gegenüberliegender Straßenseite. | 08980470 |
|                                         | Schlauchturm | Hauptstraße 92 (gegenüber) (Karte)         | Um 1900                                                                                   | Stahlkonstruktion, Denkmal der Technikgeschichte und der Ortsgeschichte, geschraubte und verstrebte Winkelprofile | 08980291 |
|                                         | Pfarrhaus | Hauptstraße 124 (Karte)                    | Bezeichnet mit 1704                                                                       | Vorkragendes Obergeschoss in Fachwerk, zum Teil verschiefert, Fachwerkkonstruktion mit Kopfstreben, Schwelle und Füllhölzer mit Schiffskehlen, unveränderter Bau mit seltenen Gestaltungsmerkmalen, baugeschichtlich und ortsgeschichtlich von Bedeutung. Erdgeschoss Fenster nach Sanierung ohne Faschen, Satteldach altdeutsche Schieferdeckung, drei Satteldachgaupen. | 08980295 |
|                                         | Kriegerdenkmal für die Gefallenen des Ersten Weltkrieges                                                                               | Hauptstraße 127 (bei) (Karte)              | Nach 1918                                                                                 | Ortshistorische Bedeutung, Granitquadermauer mit reliefierter Platte und Namensinschrift | 08980292 |
| Weitere Bilder                          | Wegestein | Hauptstraße 141 (gegenüber) (Karte)        | Bezeichnet mit 1842                                                                       | Granitwegweiser, Denkmal der Verkehrsgeschichte | 08980298 |
| Weitere Bilder                          | Wegestein | Irfersgrüner Straße 17 (gegenüber) (Karte) | Bezeichnet mit 1840                                                                       | Granitwegweiser, Denkmal der Verkehrsgeschichte. Granitstele mit eingeritzten richtungsweisenden Händen und dem Ortsnamen. | 08980293 |
|                                         | Doppelwohnhaus in offener Bebauung sowie Einfriedung                                                                                   | Polenzstraße 108, 108a (Karte)             | Um 1935                                                                                   | Bau im Heimatstil mit unveränderter Fassade und zeittypischen Baudetails, bauhistorischer Wert. Durch Hanglage mehrgeschossig, Mittelgiebel teils ornamenthafte Anwendung der Ziegel, Satteldach mit Schieferdeckung. | 08980280 |
|                                         | Wohn- und Kontorgebäude in offener Bebauung                                                                                            | Polenzstraße 110 (Karte)                   | Um 1907                                                                                   | Historisierender Putzbau, reich an zeittypischen Baudetails, straßenbildprägend und baugeschichtlich von Bedeutung. Sockel Quadermauerwerk, Obergeschoss verputzt, zwei Zwerchhäuser, zwei Risalite mit Giebel, portalartiger Eingang mit Holzwintergarten. Original: alle alten Fenster (Ätzglasfenster) und Türen, Holzzaun. | 08980281 |
|                                         | Wohnhaus (Nr. 114) mit Stallanbau, Wohnstallhaus (Nr. 116) und Scheune eines ehemaligen Vierseithofes                                  | Polenzstraße 114, 116 (Karte)              | Um 1850 (Wohnstallhaus); um 1910 (Bauernhaus)                                             | Am Kälberhausweg, Wohnstallhaus mit Fachwerk-Obergeschoss, Scheune verbrettert, Wohnhaus Putzbau im Reformstil, Gebäude aus unterschiedlicher Zeit, große Hofanlage mit weitgehender Originalsubstanz, Denkmal der Baugeschichte. - Wohnhaus: Ziegel, Satteldach, Erdgeschoss Fenster mit Rundbogen, Fassadengliederung verändert - Wohnstallhaus: Bruchsteinmauerwerk, Satteldach; original: Balkendecke (teils Lehmziegelausfachung); Ziegeldach, Stall 1900 mit dreischiffigem gewölbtem Stall, Granitstützen - Scheune: eingeschossig, Satteldach/Ziegel | 08980282 |
|                                         | Villa (mit Ausstattung) und Garten | Polenzstraße 118 (Karte)                   | Um 1920                                                                                   | Putzfassade im traditionalistischen Stil, mit weitgehender Originalsubstanz, Denkmal der Ortsgeschichte. Zwei Geschosse, Sandsteinportal, Walmdach (Eternit). Ausstattung: Bleiglasfenster, Eingangstüre. | 08980283 |
|                                         | Fabrikgebäude und Toilettenhäuschen einer Fabrikanlage (ehemalige Tuchfabrik C. F. Lenck, später VEB Gardeko, auch Schwarzhammermühle) | Polenzstraße 124 (Karte)                   | Um 1885 (Fabrikgebäude); um 1900 (Bedürfnisanstalt)                                       | Fabrikgebäude stattlicher Putzbau, Toilettenhäuschen mit Klinkerfassade, Denkmal der Ortsgeschichte und der Industriegeschichte. - Fabrik: Putzfassade drei Geschosse mit Mittelrisalit; Turm innen: gusseiserne Säulen, alle alten Fenster - Zwei Wohn-, Lager- und Kontorgebäude: zwei Geschosse (Putzfassade) mit Nutung und Fensterverdachung - Pferdestall: rote Klinkerfassade mit gelber Klinkergliederung, Satteldach mit Dachreiter | 08980285 |
| Weitere Bilder                          | Vierseithof mit Wohnstallhaus, zwei Scheunen, Seitengebäude sowie Hoftor, Pforte und Hofpflasterung                                    | Schönbrunner Straße 2 (Karte)              | Um 1750 (Seitengebäude); um 1780 laut Auskunft (Wohnstallhaus); 19. Jahrhundert (Scheune) | Fachwerkbauten, Wohnstallhaus Obergeschoss strebenreiches Fachwerk und Thüringer-Leiter-Motiv, Scheunen zum Teil verkleidet, wertvolles Zeugnis ländlichen Bauens, Denkmal der Ortsgeschichte und Baugeschichte. - Wohnstallhaus: Stall preußische Kappen, tonnengewölbter Bruchsteinkeller, profilierte Balkendecke, Lehm/Bruchsteinmauer, profilierte Saumschwelle - Stall: Fachwerk, preußische Kappen teils verloren - Scheunen: Fachwerk | 08980294 |

## Weißensand
| Bild           | Bezeichnung                                                                          | Lage                                                                                         | Datierung                                          | Beschreibung | ID       |
| -------------- | ------------------------------------------------------------------------------------ | -------------------------------------------------------------------------------------------- | -------------------------------------------------- | --- | -------- |
| Weitere Bilder | Autobahnbrücke über die Göltzsch                                                     | (Flurstücke 388a, 423d, 292/3; Reichenbach, Gemarkung Schneidenbach, Fliurstück 461) (Karte) | 1937–1938                                          | Technikgeschichtliches Denkmal mit besonderer landschaftsprägender Bedeutung | 08980276 |
|                | Schule                                                                               | Am Schulberg 9 (Karte)                                                                       | 1903                                               | Markant gelegenes Klinkergebäude mit Dachreiter und Wetterfahne, im Stil der Neogotik, Denkmal der Ortsgeschichte und Baugeschichte. Rote Klinker mit grünglasierter Klinkergliederung, Spitzbogen und Rundbogenblenden, stufengiebelartige Ziegelgliederung.                                  | 08980272 |
|                | Gasthof mit Gasthaus, Stallgebäude, Seitengebäude sowie Hoftor (Torbogen und Pforte) | Göltzschtalstraße 3 (Karte)                                                                  | 1865 (Stallgebäude); bezeichnet mit 1888 (Gasthof) | Stattliche Putzbauten, geschlossen erhaltenes Ensemble mit ortsgeschichtlicher und ortsbildprägender Qualität. - Gasthaus: zwei Geschosse, Drempel, Satteldach von 1888 (bezeichnet) - Stall: Bruchstein, Satteldach (altdeutsche Schieferdeckung) - Nebengebäude: Ziegel mit originalem Putz  | 08980274 |
|                | Kriegerdenkmal für die Gefallenen des Ersten Weltkrieges                             | Göltzschtalstraße 3 (gegenüber) (Karte)                                                      | Nach 1918                                          | Ortshistorische Bedeutung, Granit mit Sockel und Postament | 08980273 |
|                | Transformatorenhäuschen                                                              | Hartmannsgrüner Straße 2 (neben) (Karte)                                                     | Um 1920                                            | Seltenes Technisches Denkmal mit Bedeutung für die Ortsgeschichte. Putzfassade, Zeltdach (Biberschwanzdeckung). - Wände: Stahlbeton als Ortsbeton - Decken: Stahlbeton - Dach: Stahlbeton mit Biberschwanzdeckung - Fußboden: Zementestrich - Stahltür - Fenster: Festverglasung mit Drahtglas | 08980277 |
| Weitere Bilder | Mühlengebäude mit Mühlgraben sowie Seitengebäude eines Mühlenanwesens                | Treuener Straße 3 (Karte)                                                                    | Um 1880                                            | Stattliche Putzbauten, gut erhaltenes Ensemble, Denkmal der Technikgeschichte. Zwei Geschosse mit aufgeputzter Eckquaderung, Satteldach Granitgewände, Stall Granitgewände, Mühlgraben (Bruchstein).                                                                                           | 08980275 |

## Wolfspfütz
| Bild | Bezeichnung                       | Lage                 | Datierung | Beschreibung | ID       |
| ---- | --------------------------------- | -------------------- | --------- | --- | -------- |
|      | Fabrikantenvilla (Villa Petzoldt) | Dorfstraße 5 (Karte) | Um 1907   | Monumentaler und aufwändig gegliederter Putzbau mit Rundturm, Giebeln und Balkonen sowie Originalausstattung, im Reformstil, Teil der Filztuchfabrik Christfried Petzoldt, ortsgeschichtlich und baugeschichtlich von Bedeutung. Drei Geschosse, Putz-Sandsteingliederung, Granitstufen. Original: Eingangstür mit geschliffenem Glas, Treppenhaus, Fußbodenkacheln, Holzpaneele, alle alten Fenster und Türen, Windfangtüren, Parkett. | 08980271 |

## Tabellenlegende
- Bild: Bild des Kulturdenkmals, ggf. zusätzlich mit einem Link zu weiteren Fotos des Kulturdenkmals im Medienarchiv Wikimedia Commons. Wenn man auf das Kamerasymbol klickt, können Fotos zu Kulturdenkmalen aus dieser Liste hochgeladen werden:
- Bezeichnung: Denkmalgeschützte Objekte und ggf. Bauwerksname des Kulturdenkmals
- Lage: Straßenname und Hausnummer oder Flurstücknummer des Kulturdenkmals. Die Grundsortierung der Liste erfolgt nach dieser Adresse. Der Link (Karte) führt zu verschiedenen Kartendiensten mit der Position des Kulturdenkmals. Fehlt dieser Link, wurden die Koordinaten noch nicht eingetragen. Sind diese bekannt, können sie über ein Tool mit einer Kartenansicht einfach nachgetragen werden. In dieser Kartenansicht sind Kulturdenkmale ohne Koordinaten mit einem roten bzw. orangen Marker dargestellt und können durch Verschieben auf die richtige Position in der Karte mit Koordinaten versehen werden. Kulturdenkmale ohne Bild sind an einem blauen bzw. roten Marker erkennbar.
- Datierung: Baubeginn, Fertigstellung, Datum der Erstnennung oder grobe zeitliche Einordnung entsprechend des Eintrags in der sächsischen Denkmaldatenbank
- Beschreibung: Kurzcharakteristik des Kulturdenkmals entsprechend des Eintrags in der sächsischen Denkmaldatenbank, ggf. ergänzt durch die dort nur selten veröffentlichten Erfassungstexte oder zusätzliche Informationen
- ID: Vom Landesamt für Denkmalpflege Sachsen vergebene, das Kulturdenkmal eindeutig identifizierende Objekt-Nummer. Der Link führt zum PDF-Denkmaldokument des Landesamtes für Denkmalpflege Sachsen. Bei ehemaligen Kulturdenkmalen können die Objektnummern unbekannt sein und deshalb fehlen bzw. die Links von aus der Datenbank entfernten Objektnummern ins Leere führen. Ein ggf. vorhandenes Icon  führt zu den Angaben des Kulturdenkmals bei Wikidata.